# EXeem
eXeem es un protocolo P2P basado en Bittorrent; se diferencia de este en que no hay un servidor central (tracker) para dirigir la carga y descarga entre clientes. Este proceso se hace entre los propios clientes. eXeem fue escrito en C++ usando el código abierto de la biblioteca libtorrent para su funcionalidad bittorrent.
Este cliente incluye el spyware Cydoor, el cual se instala en el computador del usuario al realizar la instalación de eXeem. Este malware no se puede desinstalar, ya que no trae desinstalador, y al ser eliminado, el cliente P2P deja de funcionar.